# Old Firm

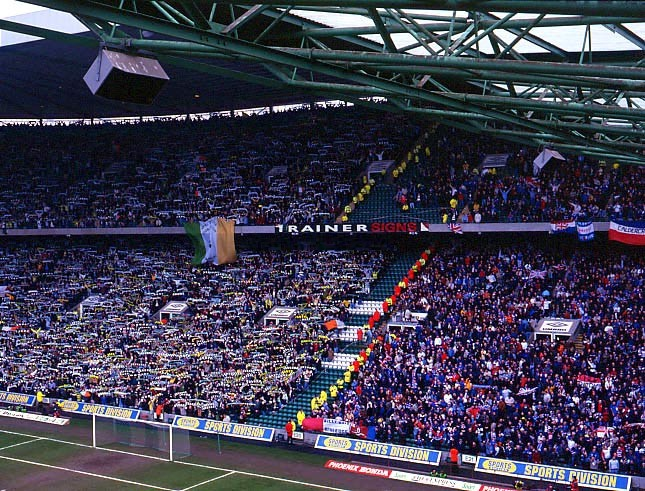
Szurkolók a csapatok közötti mérkőzésen

Old Firm-nek a két nagy glasgowi futballcsapat, a Celtic FC és a Rangers FC mérkőzéseit szokás nevezni. Miután előbbit 1888-ban, utóbbit 1873-ban alapították, jó néhány mérkőzést játszottak már egymás ellen. Az első találkozót 1888. május 28-án a hazai pályán játszó Celtic nyerte 5–2-re.
Az eddigi 431 tétre menő összecsapásból 168-at a Rangers, 162-t a Celtic nyert, míg 101 döntetlennel végződött. A legutóbbi mérkőzést 2022. szeptember 3-án rendezték, a végeredmény 0–4 lett.
A két klub kiemelkedik a skót labdarúgásból, ketten együtt 107 skót bajnokságot és 74 skót kupát nyertek.

## Nagy ellentétek
A Celtic–Rangers ellentét nem kizárólag azért oly kiélezett, mert a két klub olyan hatalmas mértékben uralja a skót labdarúgást. A Celtic szurkolói katolikusok, a Rangers hívei protestánsok. Amíg pedig utóbbi csapat stadionjában rendszeresen brit zászló lobog, előbbiében Írország lobogóját látni (a Celticet ír bevándorlók alapították). A több mint száz éves ellentét nem ritkán csúcsosodik ki a mérkőzéseken tömegverekedésben, szurkolók közötti összecsapásokban, melyek néha halálesettel végződnek, noha mindkét csapat vezetősége küzd a szélsőséges csoportok ellen. A két klub léte egyébként több, mint 120 millió fonttal gazdagítja a skót gazdaságot.

## Az elnevezés
Az Old Firm (helyenként Auld Firm) elnevezés szó szerinti fordításban "öreg céget" jelent, de erről persze szó sincs a Celtic–Rangers párharc kapcsán. A szókapcsolat állítólag onnan származik, hogy első mérkőzésük után a helyi lapok a békés mérkőzés kapcsán azt írták, hogy úgy játszottak, mint régi, jó barátok. Ez angolul valahogy így fest: they played as old firm friends.

## Nevezetes mérkőzések

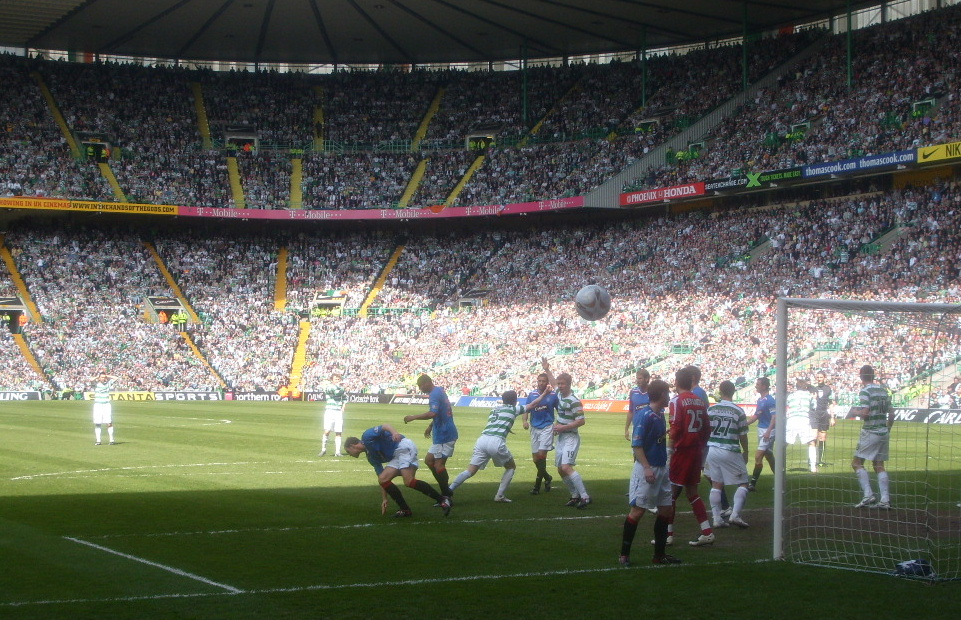
Old Firm 2008-ban

Az Old Firm történetében sok felejthetetlen mérkőzést játszottak, alább a leghíresebbek szerepelnek:
- Az első mérkőzés
- 1888. május 28. Celtic–Rangers 5–2
- Nézőcsúcs a Celtic stadionjában
- 1938. Celtic–Rangers 3–0 (92 000 néző)
- Nézőcsúcs a Rangers stadionjában
- 1939. Rangers–Celtic 2–1 (118 567 néző)
- A legnagyobb különbség tétmérkőzésen
- 1958. Celtic–Rangers 7–1
- A legtöbb néző
- 1969. Celtic–Rangers 4–0
- A legtöbb gól tétmérkőzésen
- 1892. Celtic–Rangers 5–3
- 1986. Rangers–Celtic 4–4

## Statisztika
A 2022. szeptember 3-i meccs alapján:
| Bajnokság/kupa | Meccsek | Rangers | Döntetlen | Celtic |
| -------------- | ------- | ------- | --------- | ------ |
| Skót bajnokság | 328     | 126     | 89        | 113    |
| Skót kupa      | 53      | 18      | 10        | 25     |
| Skót ligakupa  | 50      | 24      | 2         | 24     |
| Összesen       | 431     | 168     | 101       | 162    |